# رود سن خورخه
رود سن خورخه (انگلیسی: San Jorge River) رودخانه‌ای در کلمبیا است که از پارک ملی پارامیلو در بخش‌های انتیوکیا و کوردوبا سرچشمه می‌گیرد و بین کوه‌های سن خرونیمو و آیاپل جریان دارد و در نهایت به رود کائوکا در بخش سوکره می‌ریزد.
حوضه آبریز این رودخانه مساحتی حدود ۹۶٬۵۰۰ کیلومتر مربع (۳۷٬۳۰۰ مایل مربع) را در جنوب‌شرقی بخش کوردوبا شامل می‌شود و شامل آب‌های مرداب آیاپل و منطقه مومپوکس در بخش‌های کارائیبی کوردوبا، سوکره و بولیوار است. از شاخه‌های این رودخانه می‌توان به رودخانه‌های سان پدرو، دیرتی و اوره اشاره کرد. جریان آب این رودخانه حداقل ۲۴ متر مکعب بر ثانیه (۸۵۰ فوت مکعب بر ثانیه) و حداکثر ۶۹۷ متر مکعب بر ثانیه (۲۴٬۶۰۰ فوت مکعب بر ثانیه) ثبت شده است.
در حال حاضر رود سان خورخه یکی از رودخانه‌های غنی از ماهی است، اما آلودگی و تخریب شدید آن عمدتاً ناشی از صید با استفاده از مواد منفجره و استخراج طلا از آب‌های آن به روش شناوری با جیوه است.

## تاریخچه
رود سان خورخه توسط کاشف اسپانیایی، آلونزو ده اره‌دیا، در دهه ۱۵۳۰ در جریان تلاش برای برقراری ارتباط با فرهنگ بومی زِنو کشف شد. در آن زمان، این رودخانه با نام ژگو (Xegú یا Jegu) شناخته می‌شد و در حاشیه‌های آن، روستاهای متعددی از جوامع پیشاکلمبیایی مانند یاپه زنو (که اکنون آیاپل در بخش کوردوبا است) و تاکاسوان (که اکنون سان بنیتو آباد است) رونق داشتند. اره‌دیا این رودخانه را به افتخار سنت جورج، قدیسی که با اژدها مبارزه کرد، «سان خورخه» نامید.